# Memo Ánjel
José Guillermo Ánjel Rendón (Medellín, Antioquia, 1954) más conocido como Memo Ánjel, es un escritor, profesor e investigador colombiano.

## Biografía
Hijo de inmigrantes judíos sefardíes provenientes de Argelia. Su obra literaria abarca más de 20 publicaciones, incluyendo cuentos, novelas y ensayos. Ánjel es Comunicador Social-Periodista y Doctor en Filosofía por la Universidad Pontificia Bolivariana. En esta institución ha desempeñado roles como docente en la Escuela de Teología, Filosofía y Humanidades.
También es columnista del periódico El Colombiano y produce el programa radial "La otra Historia" en Medellín.

## Obras destacadas
Novelas:
- Mesa de judíos: historia sefardita del año en que casi enloquecemos (1999)
- Todas las características de la tortuga: historia de un tren y un turco con los ojos abiertos (1999)
- Todas las salidas del tren (Una historia con fuegos distintos) (2019)

Cuentos y crónicas:
- Historias del barrio Prado
- Reunión en casa (2017), una colección de seis cuentos publicada como parte de la colección Palabras Rodantes del Metro de Medellín.